# Marajá do Sena
Marajá do Sena là một đô thị thuộc bang Maranhão, Brasil. Đô thị này có diện tích 824,044 km², dân số năm 2007 là 6167 người, mật độ 7,48 người/km².